# Manettia badilloi
Manettia badilloi är en måreväxtart som beskrevs av Julian Alfred Steyermark. Manettia badilloi ingår i släktet Manettia och familjen måreväxter. Inga underarter finns listade i Catalogue of Life.